# The Viking Museum
The Viking Museum, tidigare Vikingaliv, är en permanent kulturhistorisk utställning, som öppnades 2017 i Båthall 1 vid Djurgårdsstrand på Djurgården i Stockholm.

## Beskrivning
The Viking Museum skildrar förhållanden på vikingatiden och har visat föremål som lånats från bland annat Historiska Museet, Gotlands museum och Sigtuna museum. I utställningen finns även en rekonstruktion av en vikingatida människa, en bonde från Sigtuna som fått namnet "Leifur".
I visningen ingår den elva minuter långa vikingafärden "Ragnfrids saga", vid vilken besökaren får ta del av en berättelse om livet på vikingatiden, både hemma på gården och på resande fot.
Initiativtagare till museet är bland andra Ulf Larsson, Fredrik Uhrström, LG Nilsson och Staffan Götestam.